# Lerma (rzeka)

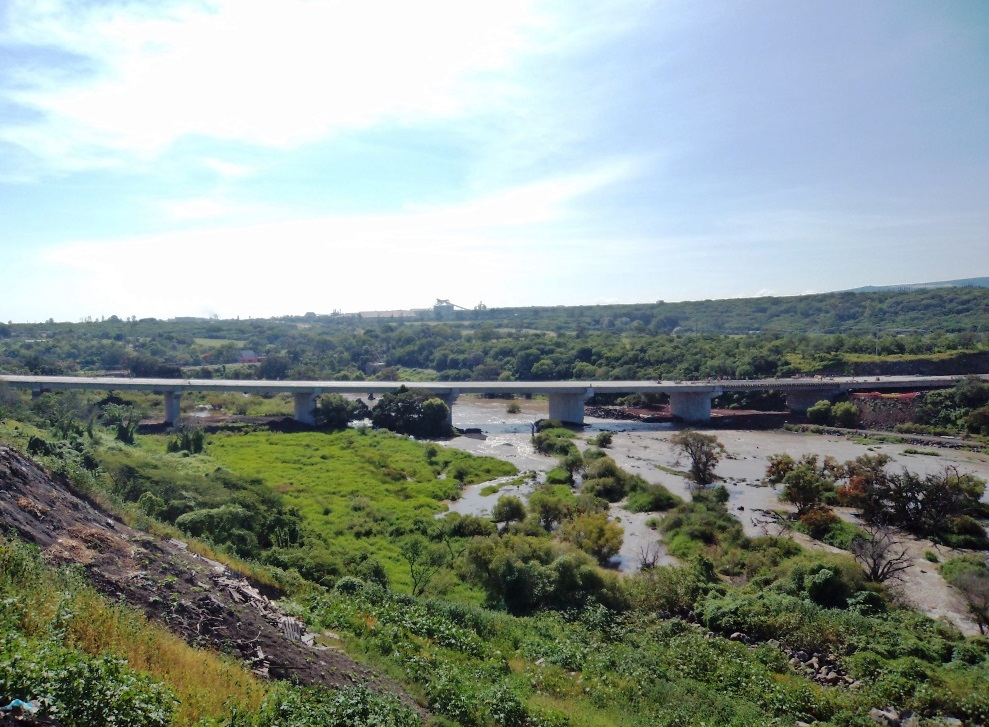
most na Lermie

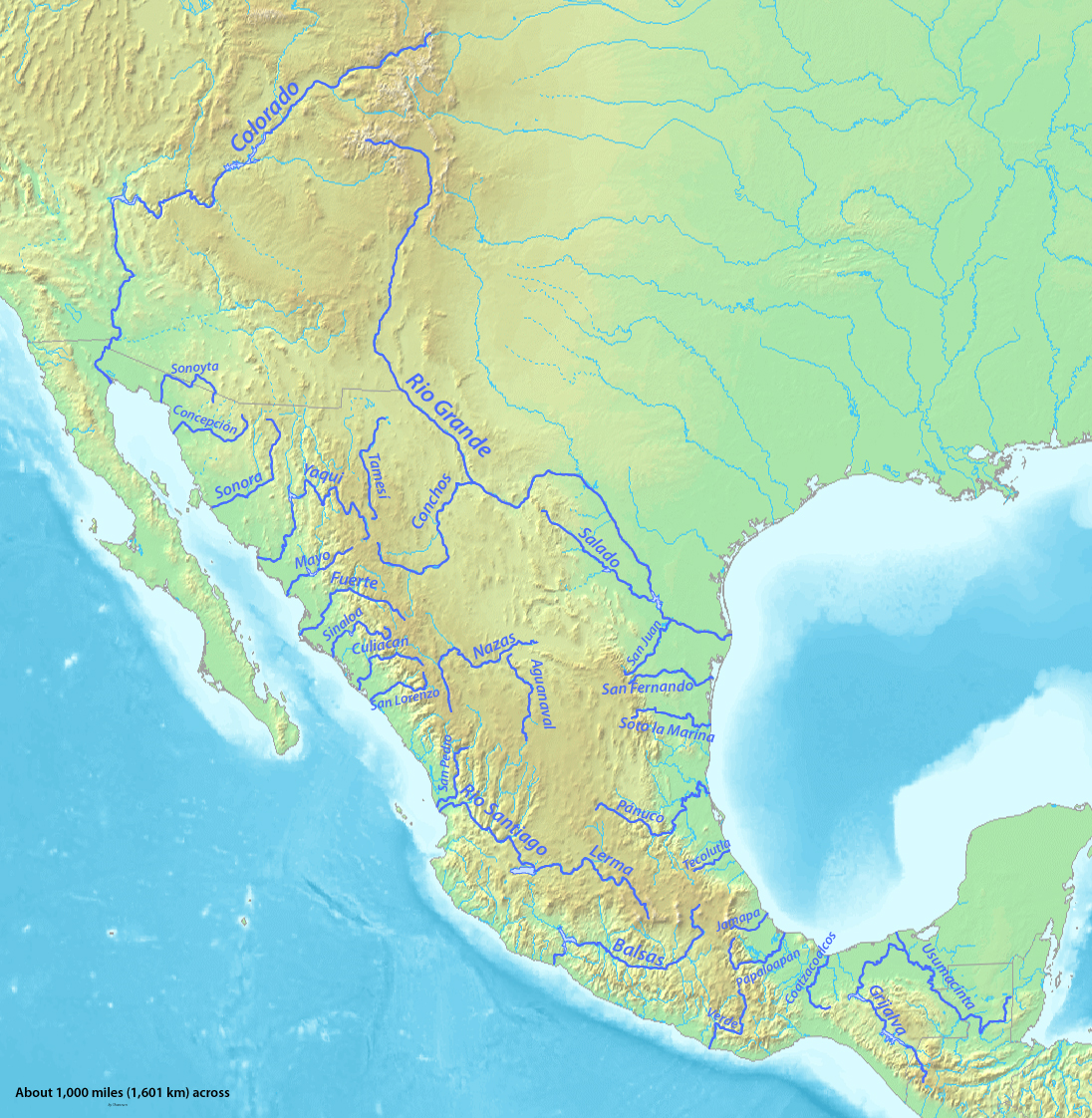
położenie na mapie

Lerma (Río de Lerma) – rzeka w środkowym Meksyku o długości około 1000 km i dorzeczu wynoszącym 125 tys. km².
Źródła Lermy znajdują się w łańcuchu górskim Kordyliera Wulkaniczna. Po przepłynięciu poprzez Jezioro Chapala, rzeka zmienia nazwę na Río Grande de Santiago. Rzeka uchodzi do Pacyfiku. W jej biegu występują niej liczne wodospady. Głównymi dopływami Lermy są Laja, Juchipila, Bolaños.
Lerma jest wykorzystywana przede wszystkim do nawadniania upraw i celów energetycznych. Nad Lermą są położone m.in. Salamanca i Ocotlán.